# Ciudad Real Madrid
Ciudad Real Madrid (dansk: Real Madrid by) er navnet på Real Madrids træningsfaciliteter uden for Madrid i Valdebebas nær Barajas lufthavn. Den erstatter den gamle Ciudad Deportiva (dansk: Sportsbyen), som indtil 2003 var træningsbane for klubben.